# VEM Sachsenwerk

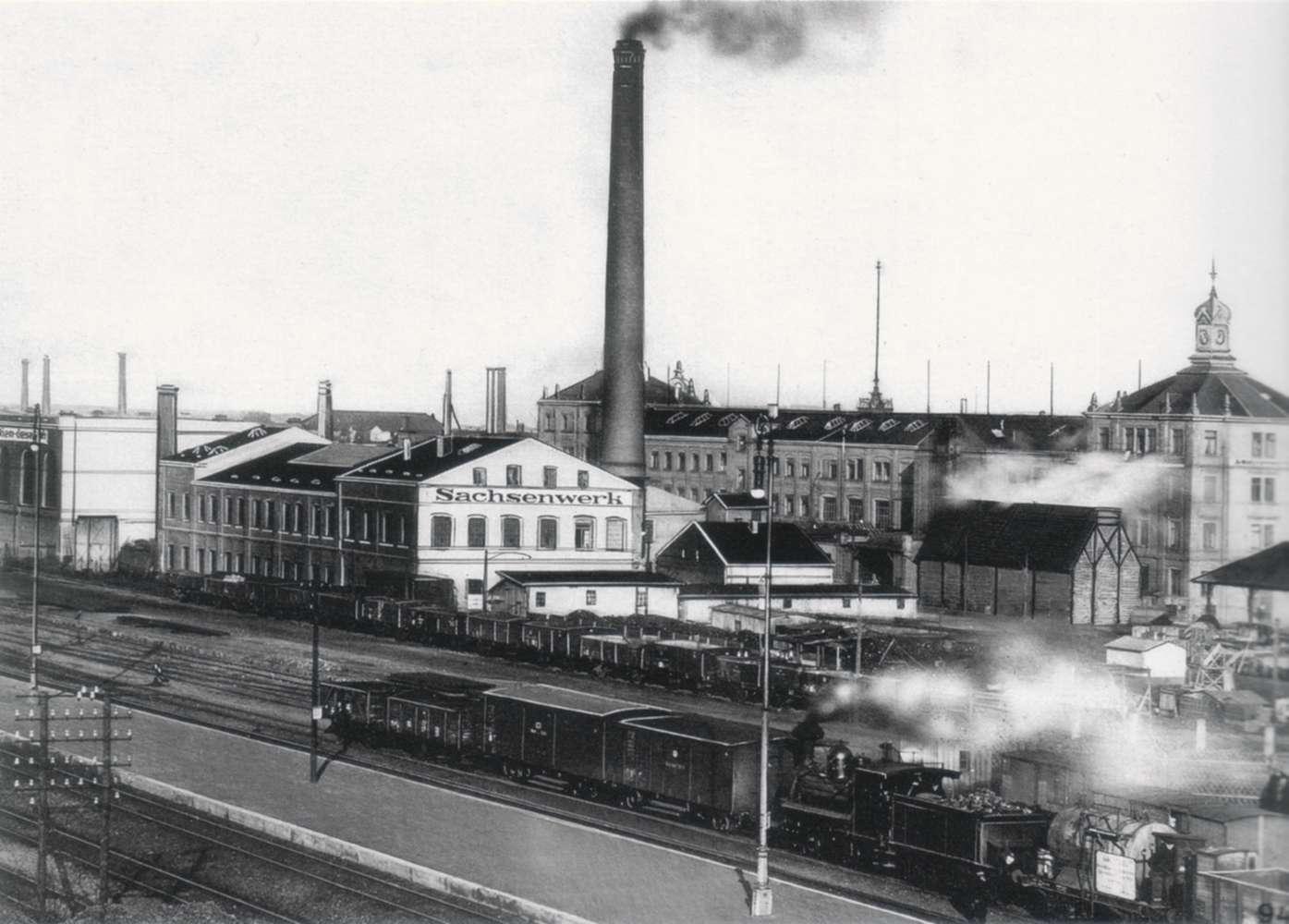
Das Sachsenwerk zur Zeit seiner Gründung

Die VEM Sachsenwerk GmbH ist ein deutscher Hersteller von Mittel- und Hochspannungsmaschinen sowie Antrieben. Neben Großmaschinen für den Industriebereich machen Schiffs- und Fahrmotoren sowie Windkraftgeneratoren einen Teil der Produktion aus. Das zur VEM Holding gehörende Dresdner Werk fertigt vor allem Einzelstücke. Derzeit beschäftigt es rund 600 Mitarbeiter.

## Geschichte

### Dresden

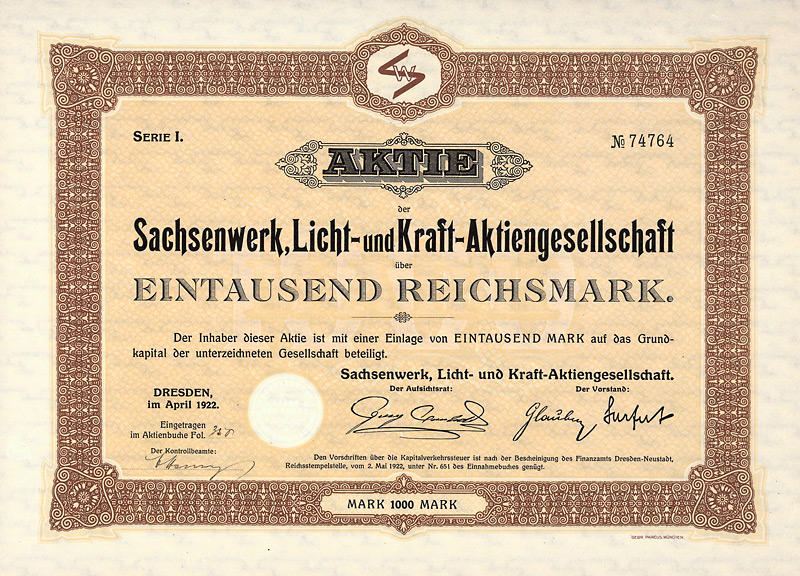
Aktie über 1000 Mark der Sachsenwerk, Licht- und Kraft-AG vom April 1922

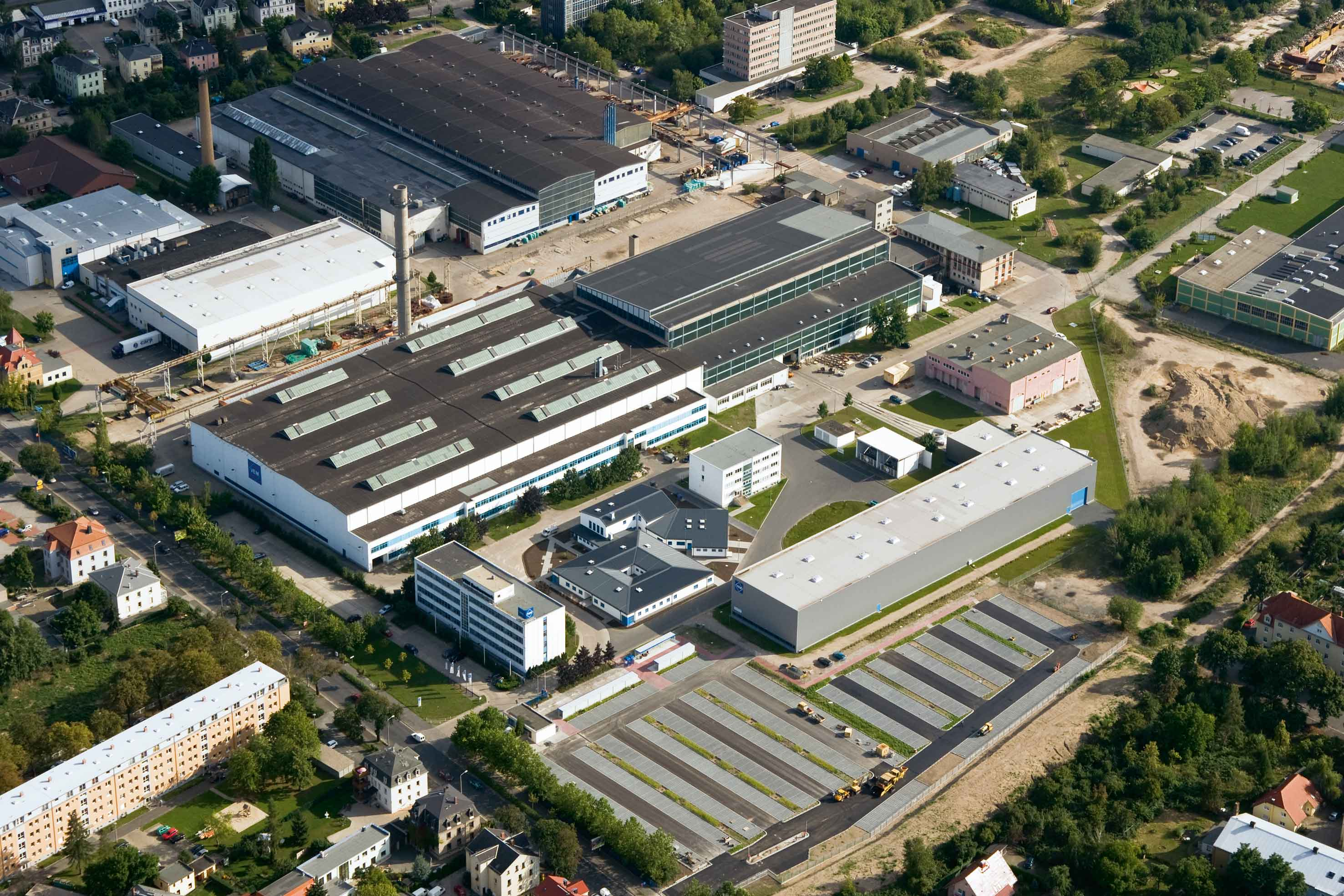
VEM Sachsenwerk GmbH, Dresden

1886 gründete der Unternehmer Oskar Ludwig Kummer eine Fabrik für elektrische Geräte und Maschinen, die an der späteren Hennigsdorfer Straße in Niedersedlitz erste große Kraftwerksausrüstungen, Straßenbahnen und Ausrüstungen für die Straßenbeleuchtung in Großstädten produzierte. Dieses Unternehmen ging 1903 in Konkurs.
Da die Gläubiger das Werk an sich für rentabel hielten, wurde als Auffanggesellschaft die Sachsenwerk, Licht- und Kraft-AG gegründet. Sie produzierte vor allem Transformatoren und Schaltgeräte für elektrische Beleuchtungen sowie große Motoren und Generatoren. Seit den 1920er Jahren ist das Werk ein bedeutender Hersteller von Straßenbahn- und Lokomotivmotoren. Zwischenzeitlich stellte das Werk auch kleinere Apparate wie z. B. Radios und Sirenen her.
1930 übernahm die Allgemeine Elektricitäts-Gesellschaft (AEG) die Aktienmehrheit.
Da das Werk auch in der Rüstungsgüterproduktion aktiv gewesen war, wurde es nach dem Zweiten Weltkrieg 1946 demontiert.
Nach dem erfolgten Wiederaufbau wurde das Sachsenwerk mit der Zuordnung zum VEB Kombinat Elektromaschinenbau Dresden (KEM) zum Stammwerk des KEM und erhielt die Aufgabe, vorrangig Mittel- und Großmaschinen für die Industrie zu bauen. 1952 erreichte der Produktionsumfang wieder das Vorkriegsniveau. Der Betrieb entwickelte sich in der Folge zum größten Elektromaschinenwerk der DDR und blieb bis 1990 Alleinhersteller für mittlere und große elektrische Maschinen des Landes. Parallel produzierte das Werk Konsumgüter wie Kochtöpfe, elektrische Sägen und Kühlschränke.
Vom Sachsenwerk ging in Dresden der Volksaufstand am 17. Juni 1953 aus. Eher durch Zufall erfuhr die Belegschaft des Werks von den Protesten gegen die Normerhöhung in Berlin. Am Nachmittag bildete sich deshalb am Werk ein Demonstrationszug, der sich Richtung Theater- und Postplatz bewegte und dort bis 21 Uhr aufgelöst wurde. Im Gedenken an den Tag wurde 2003 die am Sachsenwerk vorbeiführende Hennigsdorfer Straße in Straße des 17. Juni umbenannt.
Nach der Wiedervereinigung Deutschlands sank die Mitarbeiterzahl im Zuge mehrerer Umstrukturierungen von 2.800 auf etwa 400. 1997 erfolgte die Privatisierung durch die Blaubeurener Unternehmerfamilie Adolf Merckle. Das Sachsenwerk gehört seitdem zur VEM Holding.

### Radeberg

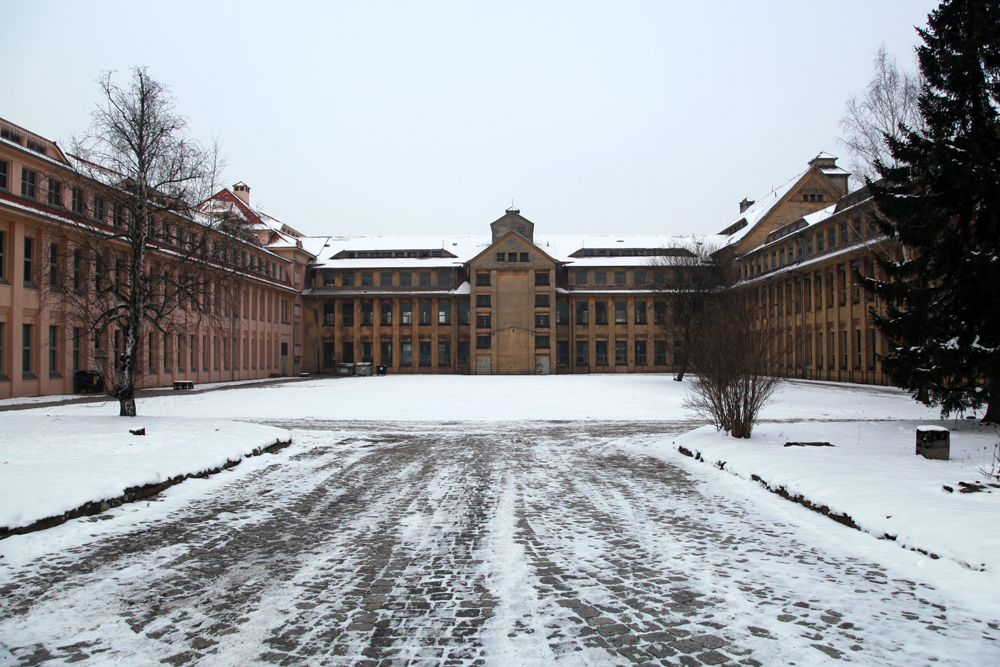
Sachsenwerk Radeberg: „E-Gebäude“ (ehem. Zünderwerkstatt) (2013)

1920 übernahm die Sachsenwerk AG das vormalige Königliche Feuerwerkslaboratorium Radeberg und begann mit ca. 800 Angestellten die Produktion von Schalttafeln, Nieder- und Hochspannungsschaltern und anderen Produkten der Elektrotechnik. Das Sortiment wurde um verschiedene Haushaltsgeräte wie Staubsauger, Kühlschränke oder Rundfunkempfänger erweitert. Im Zuge der Weltwirtschaftskrise wurde das Werk in Radeberg 1932 geschlossen.
Mit dem Fortschreiten der Aufrüstung der Wehrmacht wurde der südlich der Planstraße A gelegene Teil der Fabrik territorial und wirtschaftlich abgegrenzt und als Unternehmen für die Rüstungsindustrie 1935 wiedereröffnet. Neben Zündern und Granaten fertigten zeitweilig bis zu 5.000 Beschäftigte auch Teile für die Rakete V2 bzw. Aggregat 4  in Radeberg.

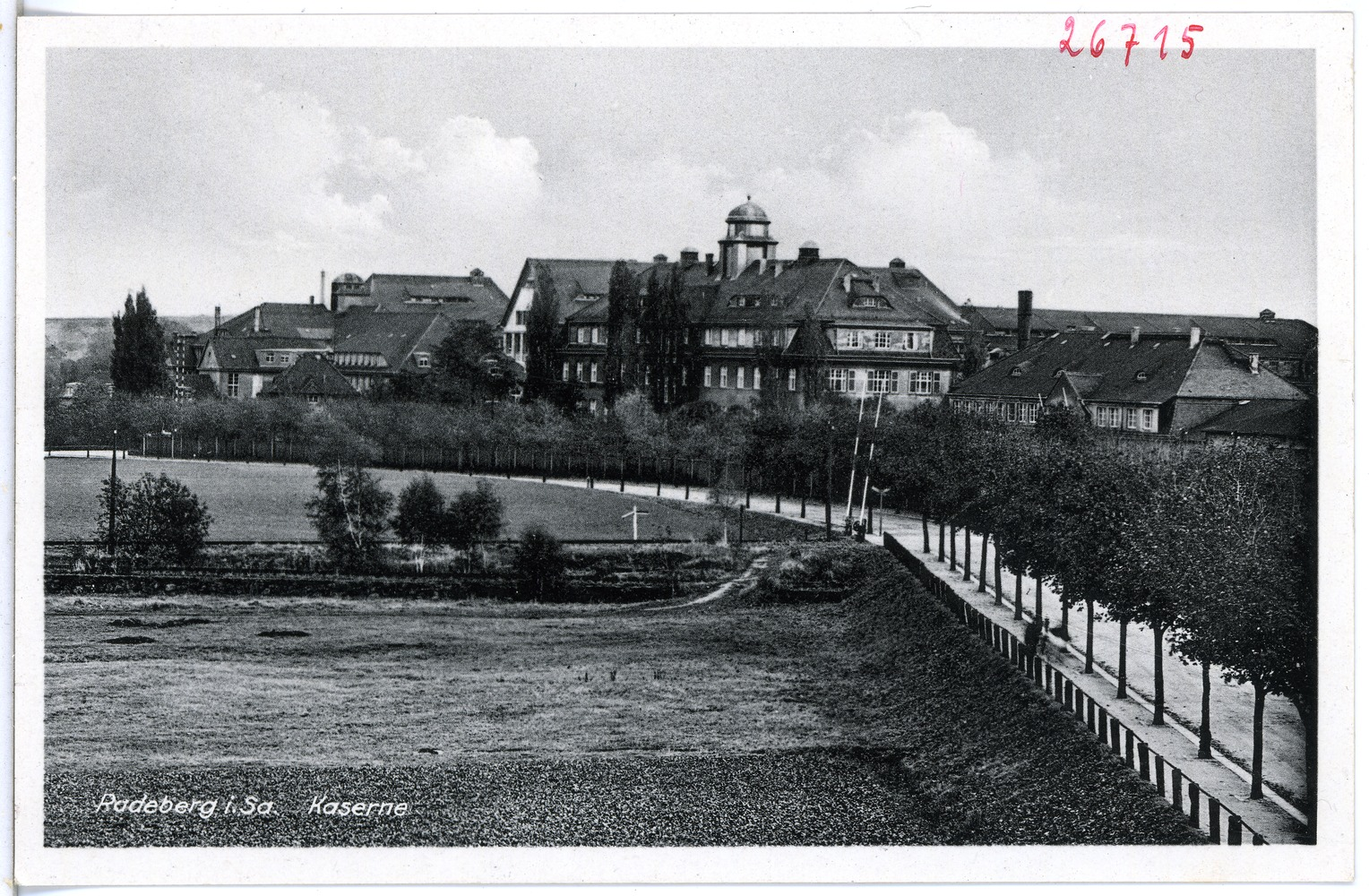
Sachsenwerk Radeberg: Gebäude des Kasernenbereiches (1935); vorn die heutige Heidestraße

Im nördlich der Planstraße A gelegenen Werkteil (einschließlich der Straße) wurde 1935 ein „Kasernenbereich“ eingerichtet. In die zu Kasernen umgerüsteten Gebäude zogen zwei Ergänzungsbataillone ein. Als 1940 der Betrieb Bestandteil eines rüstungstechnischen Zentrums in Dresden wurde, erfolgte die Auflösung der Kaserne und die Rückgliederung des Bereichs in das eigentliche Betriebsgelände.
Von 1944 bis 1945 betrieb die Geheime Staatspolizei auf dem Werksgelände das Arbeitserziehungslager Radeberg, in dem Hunderte meist ausländische Gefangene ums Leben kamen. Nach Kriegsende erfolgte die vollständige Demontage des Radeberger Werks als Reparationsleistung an die Sowjetunion.
Das Werk produzierte ab 1946 als Sowjetische Aktiengesellschaft „Gerät“ in Deutschland, Werk Sachsenwerk in Radeberg zunächst einfache Radiogeräte, ab 1947 Geräte der Richtfunk- und Messtechnik, ab 1949 Elektromotoren und Schaltgeräte und ab 1950 Fernsehgeräte. 1952 erfolgte die Verstaatlichung des Werks, das von nun an als VEB Sachsenwerk Radeberg firmierte.
1948 schlossen sich in der Sowjetischen Besatzungszone 24 Betriebe des Elektromaschinenbaus mit rund 7.000 Beschäftigten zu einer Vereinigung zusammen. Die Deutsche Wirtschaftskommission (DWK) beschloss diesen Schritt verbindlich, diese juristische Einheit erhielt den Namen VEM, der Name wurde aber kein fester Bestandteil der Firmierung des Sachsenwerks Radeberg. Als SAG-Betrieb konnte das Sachsenwerk Radeberg jedoch zunächst nicht Mitglied im VEM werden, und nach der Überführung in Volkseigentum 1952 entsprach das Produktionsprofil nicht mehr den für eine Mitgliedschaft geltenden Anforderungen.
Die Entwicklung und Fertigung von Fernsehgeräten und Richtfunktechnik wurde zum Kerngeschäft, so dass schließlich im November 1956 die Umbenennung des gesamten Werks in VEB RAFENA-Werke Radeberg erfolgte. Die Produktion von Elektromotoren und Schaltgeräten wurde 1959 eingestellt, damit bestand keine kausale Beziehung mehr zum Profil der VEM.

## VEM-Gruppe
Die 1948 eingeführte Bezeichnung VEM hat sich als Warenzeichenverband mit drei anderen Werken in Sachsen-Anhalt und Sachsen erhalten. Seitdem etablierte sich das Dresdner Sachsenwerk in dieser Gruppe als Anbieter für elektrische Großmaschinen auf dem Weltmarkt. Die VEM-Gruppe gehört mit etwas mehr als 200 Millionen Euro Umsatz zu den 100 größten Unternehmen, die ihren Sitz auf dem Gebiet der früheren DDR haben. Nach langjähriger Zugehörigkeit zur Merckle Unternehmensgruppe wurde sie 2017 von der SEC Holding CO Ltd. des chinesischen Unternehmers Jianyu Wang aus Wuxi City übernommen.

## Produkte
Die Branchen Verkehrstechnik, Anlagenbau, Industrietechnik, Schiffbau, Energietechnik sowie Kraftwerks- und Umwelttechnik bestimmen heute das Geschäft des Sachsenwerks. Drehstrom-Synchron- und Asynchronmotoren in Mittel- und Hochspannungsausführung decken einen Leistungsbereich bis 42 MW ab. Im Bereich erneuerbare Energien werden u. a. Synchron- und Asynchrongeneratoren mit bis zu 8 MW, Azimut- und Pitchantriebe produziert. Zum Kerngeschäft gehören weiterhin Traktionsmaschinen für Vollbahn- und Industrieloks, Triebzüge, S-, U- und Straßenbahnen, Monorails, Trolley- und Hybridbusse sowie Miningtrucks.